# Roller derby
Il roller derby, noto in passato come roller catch, è uno sport di squadra di contatto sui pattini a rotelle (quad), in cui due squadre di pattinatori si affrontano su una pista ellittica (track) in una gara di velocità, tecnica e strategia. Questo sport si sviluppa come prevalentemente femminile negli USA e da lì si diffonde in Europa.

## Regolamento
La partita si svolge su una pista di pattinaggio ellittica chiamata track in inglese. La durata è di 60 minuti suddivisi in due tempi (period) da 30 minuti, a loro volta suddivisi in riprese o jam di massimo due minuti l'uno. I pattini normalmente usati sono quelli classici ossia i cosiddetti quad con ruote posizionate sotto i quattro angoli di ogni pattino. Ognuna delle due squadre schierate sulla pista è composta da cinque pattinatori (quattro blocker e un jammer) muniti di adeguate protezioni per il corpo.
Al fischio d'inizio jam, blocker e jammer iniziano a muoversi in pista. I jammer devono riuscire ad oltrepassare il pack, cioè il gruppo di blocker di entrambe le squadre, e superarlo. Da questo momento si calcola il punteggio: i jammer tentano di fare un giro completo per raggiungere di nuovo il pack e superarlo nuovamente. Compito dei blocker è quello di aiutare il proprio jammer ed ostacolare il jammer avversario. Ogni blocker avversario sorpassato dal jammer vale un punto. Il primo jammer che subito dopo il fischio d'inizio jam supera in maniera legale il pack viene definito lead jammer e può interrompere strategicamente il gioco in ogni momento. Vince chi totalizza il maggior numero di punti.

## Storia
La storia dello sport risale al 1935 come una semplice gara di skaters disputata in uno stadio di Chicago. Leo Selzer, un imprenditore, pensò che, data la violenza, una partita poteva essere presentata come uno spettacolo di moderni gladiatori. Nel 1949 Roller Derby Girl, un cortometraggio, fu prodotto dalla Paramount; fu nominato all'Academy Award nel 1950. L'auge di questo sport venne raggiunta tra gli anni cinquanta e sessanta, con un seguito di più di trentamila persone negli USA. Nel 1975 uscì il lungometraggio Rollerball; il film è ambientato in un cupo futuro e la trama della vicenda si svolge attraverso gare di una versione futuristica e violenta del roller derby: alle riprese parteciparono diversi professionisti di questo sport.
Nel 2001 ad Austin, Texas, viene fondata la prima nuova squadra di Roller Derby femminile e da quel momento la crescita di questo sport non si è più arrestata. Il maggiore sviluppo si ha principalmente nel Roller Derby femminile anche se quello maschile segue a ruota.
Oltre che in Canada e negli Stati Uniti, negli ultimi anni anche l'Australia ha conosciuto un grande successo di pubblico. In Europa continua invece ad essere uno sport di nicchia, eccezion fatta per Regno Unito e soprattutto Francia dove si contano oltre 100 club e un crescente numero di eventi legati a questo sport; in lingua francese è stato sviluppato recentemente l'omonimo gioco di società Roller Derby's Jam, mentre in lingua inglese esiste dal 2001 una simulazione da tavolo.
Nel 2002 è stato girato un remake di Rollerball. Il fulcro del rinnovato successo di questo sport è stato Austin nel Texas, dove nel 2006 è stato prodotto anche un reality show. Del 2009 è il film Whip It, di e con Drew Barrymore, con protagonista Ellen Page, la cui trama fa perno sul mondo del Roller derby oggi.

## Squadre Italiane
- Bassa Friulana (Udine): Banshees
- Bergamo: Crimson Vipers
- Bologna: Bone-Crushing Hyenas
- Bolzano: Alp'n Rockets
- Cassano D'Adda: Roller Disorder
- Catania: Ash Kickers
- Firenze: Bone Choppers
- Lecce: Stryx Roller Derby Salento
- Massa: Octopussy Versilia
- Milano: Harpies
- Monza: Iron Crowns
- Napoli: Naples Italy Roller Derby
- Padova: Criminal Bullets
- Palermo: Poison Kittens
- Parma: Rolling Rezdôre
- Pescara: Badassirens
- Rimini: Stray Beez
- Roma: She-Wolves
- Siracusa: Roller Derby Siracusa
- Torino: Bloody Wheels
- Trieste: Banshees Trieste
- Vicenza: The Anguanas

## Squadre a livello nazionale
- Team Italy (Femminile)
- Men's Roller Derby Italia (Maschile)